# Первый Закон
Первый закон — фэнтезийная серия британского писателя Джо Аберкромби. Серия включает две трилогии, три самостоятельных романа и несколько повестей, действие которых разворачивается в том же мире.
Трилогия была выпущена в издательствах Victor Gollancz в Великобритании и Pyr в США.

## Романы
| Серия                  | Название                         | Релиз в Великобритании | Страниц | Слов    | UK ISBN        |
| ---------------------- | -------------------------------- | ---------------------- | ------- | ------- | -------------- |
| Трилогия Первый Закон  | Кровь и железо                   | 4 мая 2006             | 529     | 191,200 | 978-0575077867 |
| Трилогия Первый Закон  | Прежде чем их повесят            | 15 марта 2007          | 539     | 198,300 | 978-0575077874 |
| Трилогия Первый Закон  | Последний довод королей          | 20 марта 2008          | 603     | 234,100 | 978-0575077898 |
| Отдельные книги        | Лучше подавать холодным          | июнь 2009              | 534     | 228,000 | 978-0575082458 |
| Отдельные книги        | Герои                            | январь 2011            | 506     |         | 978-0316123358 |
| Отдельные книги        | Красная страна                   | октябрь 2012           | 451     |         | 978-0575095823 |
| Сборник рассказов      | Острые края                      | апрель 2016            | 336     |         | 978-0575104709 |
| Трилогия Эпоха безумия | Немного ненависти                | 19 сентября 2019       | 471     | 177,800 | 978-0575095861 |
| Трилогия Эпоха безумия | Проблема с миром                 | 15 сентября 2020       | 506     | 195,300 | 978-0575095915 |
| Трилогия Эпоха безумия | Мудрость толпы                   | 14 сентября 2021       | 560     | 199,200 | 978-0575095960 |
| Сборник рассказов      | Великая перемена (И другая ложь) | 18 сентября 2023       | 120     |         | 978-1645240648 |

Рассказы
- «Дурацкое задание» — рассказ появился в сборнике Мечи и тёмная Магия (июнь 2010) и повествует о Керндене Кроу и его отряде в событиях, предшествовавших событиям романа Герои.
- «Вчера возле деревни под названием Барден» — появился как дополнение к версии романа Герои в твердой обложке от книжной сети Waterstones и фокусируется на участии Бремера дан Горста в кампании, предшествующей Героям.
- «Свобода!» — появился как дополнение к версии романа Красная страна в твердой обложке от книжной сети Waterstones и рассказывает об освобождении города Аверсток компанией Доброй Руки.
- «Та ещё сорвиголова» — появился в антологии Опасные женщины (декабрь 2013) и рассказывает о похождениях Шай Соут во время её преступных дней перед событиями Красной Страны.
- «Жить все труднее» — появился в антологии Негодяи (июнь 2014), рассказывает о курьере Карколфе, доставляющего один из своих пакетов кружным путём через город Сипани.
- «Там где двое» — появился в сети tor.com[5], опубликован в сборнике Острые края[6]

## Сеттинг
Серия Первый закон разворачивается в эпическом воюющем фэнтези-мире, напоминающем средневековую Европу и большой средиземноморский мир.
- Союз — государство, объединившее под своей властью Срединные земли, а также города Дагоску и Вестпорт, и свободные земли Старикланда и северную провинцию Инглию.
- Гуркхул — обширная империя, расположенная на жарком материке к югу от земель Союза.
- Север, называемый так не только жителями Союза (для кого это действительно является севером), но и теми, кто там живёт (называющими себя северянами).
- Стирия — страна к востоку от Союза, некогда была центром Новой Империи, а ныне раздроблена между враждующими городами-государствами.
- Старая Империя — это бывшая мировая держава к западу от Союза, которая находится теперь в хаосе из-за ссорящихся местных правителей, борющихся за трон либо старающихся отстоять только свой домен.
- Далекая страна находится рядом с безвластной пограничной областью к северу от Старой Империи и на Западе от провинции Старикланд.

Книги трилогии не содержат карт, так как Аберкромби предпочитает не использовать их. Тем не менее, три самостоятельных новеллы содержат свои местные карты.

## Обзорный сюжет
Сюжет трилогии включает в себя три основных державы:
- Союз — большое королевство, в основном похожее на Западную Европу.
- Империю Гуркхула, похожую на большие ближневосточные империи древности.
- Северян — грубый альянс нескольких северных племён под руководством вождя по имени Бетод.

В трилогии два основных театра военных действий. Первый происходит на севере между Союзом и северянами, которые вторгаются в Инглию, северную провинцию Союза. Второй находится на юге между Союзом и Империей Гуркхула, которые пытаются аннексировать союзный город Дагоску. Трилогия концентрируется на судьбах самых разных персонажей, проходящих через эти и другие конфликты.

### Кровь и железо, (англ.The Blade Itself)
Название первой книги взято автором из цитаты Гомера в «Одиссее»: «Клинок сам провоцирует насилие» (англ. The blade itself incites to deeds of violence).

### Прежде чем их повесят, (англ.Before They Are Hanged)
Название второй книги ссылается на цитату Генриха Гейне: «Мы должны прощать наших врагов, но не прежде, чем их повесят» (англ. We should forgive our enemies, but not before they are hanged).

### Последний довод королей, (англ.Last Argument of Kings)
Название третьей книги ссылается на слова Людовика XIV, которые были написаны на его пушках: высказывание «Ultima Ratio Regum», что переводится с латыни как «последний довод королей».

### Отдельные книги
Действие трёх отдельных книг разворачивается в том же мире, что и у трилогии. Некоторые основные персонажи книг являются второстепенными персонажами оригинальной трилогии в то время, как несколько основных персонажей из трилогии иногда появляются в книгах в небольших ролях, камео или упоминаются мимоходом.
Действие романа Лучше подавать холодным (англ. Best Served Cold) разворачивается примерно через три года после событий трилогии. Действие происходит в Штирии: стране, напоминающей Италию во время итальянских войн — и фокусируется на мести женщины, преданной своим нанимателем.
Сюжет романа Герои (англ. Heroes) повествует о трёх днях битвы примерно через семь лет после событий трилогии. Командир Союза Лорд-маршал Крой ведёт союзные силы против гораздо меньшей армии северян, возглавляемой Чёрным Доу. В истории упоминается множество персонажей, которые встречались в предыдущих романах трилогии: Бремер дан Горст, принц Кальдер и Ищейка.
Действие романа Красная страна (англ. Red Country) происходит примерно через тринадцать лет после событий трилогии Первый закон и вращается вокруг молодой героини, которая надеется похоронить своё кровавое прошлое, но ей придётся вспомнить старые дурные средства, чтобы вернуть свою семью. Впереди её ждёт путешествие через бесплодные западные равнины в пограничный город, охваченный золотой лихорадкой; через распри, поединки и резню, высоко в не нанесённые на карты горы.

## Главные персонажи
- Логен Девятипалый, печально известный воин-варвар Севера, названный так из-за отсутствующего пальца. Прозвище «Девять Смертей» он получил после потери пальца в бою во время приступа ярости берсерка. Стремится свернуть с пути бессмысленного насилия, по которому он долгое время следовал.
- Занд дан Глокта, был лихим молодым фехтовальщиком и многообещающим кавалерийским офицером до своего пленения и годов пыток в Империи Гуркхула. Будучи калекой, он стал агентом Инквизиции Союза.
- Байяз, первый из магов, мастер магии из старого времени. Его политическая проницательность ещё более отточена, чем его магические навыки.
- Коллем Вест, офицер армии Союза низкого происхождения. Умён и старателен, но вспыльчив. Беспокоится за свою младшую сестру.
- Ищейка, верный член группы Логена, опытный разведчик с острыми зубами и невероятным обонянием.
- Ферро Малджин, беглая рабыня с юга, ставящая свою жажду мести превыше всего остального.
- Джезаль дан Луфар, самовлюблённый молодой дворянин и фехтовальщик, неохотно прошедший подготовку к величайшему турниру в стране.

### Другие персонажи
Маги
- Конейль, любящая книги маг, пытающаяся оставаться гламурной, несмотря на свой возраст. Была в отношениях с Кхалюлем и Байязом.
- Кхалюль, маг, который является религиозным лидером Гуркхулов. Создал армию едоков, злейший враг Байяза.
- Малахус Ки, ученик Байяза, который все больше разочаровывается в своём хозяине.
- Йору Сульфур, странный человек с разноцветными глазами.
- Юлвей, темнокожий человек с длинными седыми волосами и глубоким голосом. Проводит своё время в основном в Гуркхуле.
- Захарус, любящий природу маг, проживает в старой Империи.
- Мамун, ученик Кхалюля, едок.

Северяне
- Бетод, харизматичный и безжалостный лидер. Отличный военный тактик, намеревающийся покорить Инглию после победы почти над каждым северным кланом. Является злейшим врагом Логена после того, как предал его и его людей. Имеет двух сыновей, Кальдера и Скейла.
- Черный Доу, острый на язык член группы Логена, известный своей жестокостью.
- Кол Трясучка, дружественный северянин, несущий в себе непримиримую жажду мести.
- Круммох-и-Фейл, считался «самым бешеным ублюдком на севере». Возглавляет клан горцев, носит на шее ожерелье из костей пальцев.
- Форли Слабейший, член группы Логена, нервный и трусливый, но очень любим за свою порядочность. Его действия направлены на то, чтобы удержать группу вместе и прекратить их стычки друг с другом.
- Рудда Тридуба, старый ветеран, член группы Логена, опытный и харизматичный лидер в своём праве.
- Тул Дуру Грозовая Туча, гигантский северянин, член группы Логена. Очень высокий и сильный.
- Хардинг Молчун, мастерский лучник, член группы Логена, известный своим молчанием.

Адуанцы
- Арди Вест, сестра Коллема Веста, скучающая со своим местом в жизни и ожиданиями от её пола.
- Практик Иней, практик Инквизиции, сильный альбинос с шепелявостью.
- Король Гуслав Пятый, ожиревший, старый король Адуи. Его здоровье быстро ухудшается, а разум слабеет.
- Лорд-камергер Хофф, громкий и нетерпеливый человек, исполняет обязанности неспособного короля.
- Наследный принц Ладислав, тщеславный и пижонский наследник престола.
- Брат Длинноногий, талантливый Навигатор, чей постоянный разговор действует на нервы своих спутников.
- Верховный судья Маровия, глава королевского правосудия, пожилой мужчина и непримиримый соперник Сульта.
- Практик Секутор, практик Инквизиции.
- Архилектор Сульт, старый глава Инквизиции, манипулирующий и жадный.
- Практик Витари, женщина-практик Инквизиции, грозный боец с огненно-рыжими волосами.
- Мофис, представитель банковского клана Валинт и Балк. Удивительно холодная личность, он создаёт многочисленные проблемы для Глокты, когда он предъявляет ему требования своего загадочного мастера.
- Бремер дан Горст, умелый солдат и дуэлянт. Несмотря на свой размер и репутацию, он имеет очень высокий женственный голос.

Адуанские военные
- Лорд-Маршал Берр, Верховный главнокомандующий королевской армии, опытный командир и наставник Коллема Веста. Страдает от несварения.
- Генерал Крой, командир дивизии, злейший враг генерала Поулдера.
- Генерал Поулдер, командир дивизии, злейший враг генерала Кроя.
- Челенгорм, Каспа и Бринт, офицеры Союза и собутыльники Джезаля дан Луфара и Коллема Веста, часто игравшие вместе в карты.

Дагоска
- Карлота дан Эйдер, Магистр гильдии торговцев пряностями, известная также как «Королева купцов». Красивый, умный и опытный дипломат.
- Хаддиш Кадия, представитель и духовный лидер местных жителей Дагоски.
- Корстен дан Вюрмс, амбициозный сын старого и неспособного Лорда-губернатора.
- Никомо Коска, крайне коварный, но обаятельный и вообще добродушный наёмник, неоднократно появляется как слуга разных нанимателей.
- Генерал Виссбрук, глава гарнизона Дагоски, достаточно компетентный, хотя в основном он считается «задницей».